# Walton Grounds
Walton Grounds – przysiółek w Anglii, w Northamptonshire. Leży 8,5 km od miasta Brackley. Walton Grounds jest wspomniana w Domesday Book (1086) jako Wal(e)tone.